# فرناندو کرلینگ
فرناندو کرلینگ (انگلیسی: Fernando Kreling؛ زادهٔ ۱۳ ژانویهٔ ۱۹۹۶) بازیکن والیبال اهل برزیل است.